# Ligne d'Oulu à Kontiomäki
La ligne d'Oulu à Kontiomäki (finnois : Oulu–Kontiomäki-rata) est une ligne de chemin de fer, à voie unique électrifiée, du réseau de chemin de fer finlandais qui relie Oulu à Kontiomäki.

## Histoire
La voie est construite en cinq étapes:
- 1926 – Paltamo–Kontiomäki–(Vuokatti)
- 1927 – Oulu–Muhos
- 1928 – Muhos–Utajärvi
- 1929 – Utajärvi–Vaala
- 1930 – Vaala–Paltamo